# NGC 364
NGC 364 ist eine linsenförmige Galaxie mit aktivem Galaxienkern vom Hubble-Typ SB0 im  Sternbild Walfisch südlich der Ekliptik. Sie ist schätzungsweise 232 Millionen Lichtjahre von der Milchstraße entfernt und hat einen Durchmesser von etwa 95.000 Lichtjahren.
Im selben Himmelsareal befindet sich u. a. die Galaxie NGC 359.
Das Objekt wurde am 2. September 1864 von dem deutschen Astronomen Albert Marth entdeckt.